# Akkol, Chikodi
Akkol là một làng thuộc tehsil Chikodi, huyện Belgaum, bang Karnataka, Ấn Độ.